# Зубен
Зубен (нем. Suben) — коммуна (нем. Gemeinde) в Австрии, в федеральной земле Верхняя Австрия. 
Входит в состав округа Шердинг.  Население составляет 1419 человек (на 31 декабря 2005 года). Занимает площадь 6 км². Официальный код  —  41425.

## Политическая ситуация
Бургомистр коммуны — Эрнст Зайц (АНП) по результатам выборов 2003 года.
Совет представителей коммуны (нем. Gemeinderat) состоит из 19 мест.
- АНП занимает 10 мест.
- СДПА занимает 6 мест.
- АПС занимает 3 места.